# Miroslav Đukić
Miroslav Đukić (en serbe en écriture cyrillique : Мирослав Ђукић), né le 19 février 1966 à Šabac (Serbie), est un footballeur serbe, qui évoluait au poste de défenseur central au Deportivo La Corogne et en équipe de Yougoslavie. Il est actuellement entraîneur du Partizan Belgrade.

## Biographie
Il évoluait au poste de défenseur central. Il a joué l'essentiel de sa carrière dans le championnat d'Espagne, notamment au Deportivo La Corogne et à Valence. Il a joué et perdu deux finales de Ligue des Champions en 2000 et 2001 avec le Valence CF.
Il a participé à la Coupe du monde 1998 ainsi qu'à l'Euro 2000 avec l'équipe de Yougoslavie.
Lors de l'Euro espoirs 2007 en Hollande, il est parvenu jusqu'en finale avec l'équipe de Serbie espoirs.
Il démissionne de son poste d'entraîneur du Partizan, bien que le club soit leader du championnat. Le 25 décembre 2007, il est officiellement nommé entraîneur de l'équipe de Serbie jusqu'en 2008, son remplaçant est Radomir Antić. Le 11 juin 2009, il est intronisé entraîneur principal du Royal Excelsior Mouscron, évoluant en Division 1 belge. Il démissionne en décembre 2009 de son poste d’entraîneur.
Lors de la saison 2011-2012, il réussit à faire monter le Real Valladolid en Première division espagnole. La saison suivante, il maintient Valladolid en Première division.
En juin 2013, il devient l'entraîneur de Valence CF à la place d'Ernesto Valverde. Il est remercié 6 mois plus tard pour manque de résultats.
Le 20 octobre 2014, il est nommé nouveau technicien de Cordoue à la place d'Albert Ferrer.  Il est cependant démis de ses fonctions le 16 mars 2015, après 8 défaites de suite.

## Anecdote
En 1993-1994, le Deportivo La Corogne peut devenir champion d'Espagne s'il bat le Valence CF pour le compte de la dernière journée de championnat. Durant cette rencontre âprement disputée, alors que le score est toujours de 0-0, le club galicien obtient un penalty à la fin du temps réglementaire, qui peut sceller le sort du match ainsi que celui de la course au titre. Bebeto, star incontestée du Deportivo et tireur habituel des pénaltys en l'absence de Donato, refuse de prendre cette responsabilité. Miroslav Đukić s'en charge à sa place, et le manque. Quelques minutes plus tard, le FC Barcelone est sacré champion d'Espagne à la différence de buts.

## Palmarès joueur

### En équipe nationale
- 48 sélections et 2 buts avec l'équipe de Yougoslavie entre 1991 et 2001.

### Avec le Deportivo la Corogne
- Vainqueur de la Coupe d'Espagne en 1995.
- Vainqueur de la Supercoupe d'Espagne en 1995.

### Avec le FC Valence
- Finaliste de la Ligue des Champions en 2000 et 2001.
- Champion d'Espagne en 2002.
- Vainqueur de la Coupe d'Espagne en 1999.
- Vainqueur de la Supercoupe d'Espagne en 1999.

## Palmarès d'entraineur
- Vainqueur de la Coupe Intertoto en 2008.
- Coupe de Serbie  en 2018